# Sokulluzade Hasan Pascià
Sokulluzade Hasan Pascià (... – 1602) è stato un militare ottomano.
Era il figlio dello statista ottomano Sokollu Mehmed Pascià. Il 9 novembre 1571 fu nominato sanjak-bey dell'Eyalet di Bosnia. Il 22 febbraio 1572 fu nominato beilerbei (governatore) dell'Eyalet di Aleppo. Il 31 gennaio 1573, divenne il governatore dell'Eyalet di Diyarbekir, dove si occupò di ingaggiare rematori per la marina diretta a Tunisi e di fornire munizioni per una prevista conquista del Bahrain, della riscossione delle tasse e dell'eliminazione delle bande di briganti. Mantenne questa carica fino a quando fu sostituito da Özdemiroğlu Osman Pascià il 2 giugno 1576. Non è chiaro se sia mai diventato il governatore di Erzurum.
Fu il governatore dell'Eyalet di Damasco nel 1577. Fu incaricato della difesa di Erzurum nella guerra ottomano-safavide del 1578, ma questa missione fu annullata perché considerata secondaria rispetto alla difesa di Damasco. Aspettò a Damasco fino all'arrivo delle truppe dall'Egitto e si trasferì a Erzurum, dove l'esercito si raggruppò, nel marzo 1579. Mentre era a Kars, iniziò la costruzione di uno dei bastioni delle fortificazioni. In seguito fu a capo di una missione, composta anche dai governatori di Tbilisi e di Diyarbekir per rifornire di cibo e munizioni Tbilisi durante l'assedio, la missione ebbe buon esito, così ritornò a Damasco.
Più tardi si riunì all'esercito sotto Koca Sinan Pascià. Il 18 ottobre 1580, mentre era in prima linea, fu nominato nuovamente governatore di Diyarbekir, ma la decisione fu rapidamente modificata ed egli rimase nella sua posizione a Damasco. Mentre fu brevemente inviato a Baghdad il 14 novembre 1580, rimase il governatore di Damasco e partecipò alla festa della circoncisione del principe Mehmed, il futuro sultano Mehmed III, nel 1582. Nel 1583, si ricongiunse alla guerra contro i Safavidi sotto Serdar Ferhad Pascià, contribuì alla conquista di Yerevan e alla costruzione di un nuovo forte. Con i governatori di Diyarbekir e Karaman, aiutò a catturare Kara Veli, un brigante che attaccò l'esercito.
Il 6 gennaio 1584, sostituì Üveys Pascià come governatore di Aleppo.